# Liga Montenegrina de Basquetebol
A Liga Montenegrina de Basquetebol (sérvio:Прва лига Црне Горе у кошарци) também conhecida por Primeira Liga Erste em virtude de seu patrocínio com o Erste Group é principal liga do esporte em Montenegro. É mantida pela Associação de Basquetebol de Montenegro  (Košarkaški savez Crne Gore - KSCG) e foi estabelecida em 2006 após a declaração da Independência da Sérvia e Montenegro.

## História
Na curta história da competição, houve apenas um campeão, KK Budućnost de Podgorica, que foi derrotado em apenas uma partida de todas as disputas em finais da Liga. Em seguida o a equipe de maior sucesso é o KK Sutjeska que disputou três finais da liga.

## Equipes
A seguir os 16 clubes que disputaram a Liga Montenegrina na temporada 2024–25:
| Clube          | Localização  | Arena                   | Capacidade |
| -------------- | ------------ | ----------------------- | ---------- |
| KK Budućnost   | Podgoritza   | Morača                  | 4 300      |
| KK Danilovgrad | Danilovgrad  | Pavilhão de Danilovgrad | 1 500      |
| KB Deçiq       | Tuzi         |                         |            |
| KK Ibar        | Rožaje       | Pavilhão de Rožaje      | 2 500      |
| KK Jedinstvo   | Bijelo Polje | Pavilhão Nikoljac       | 2 000      |
| KK Kotor       | Kotor        |                         |            |
| KK Lovćen 1947 | Cetinje      | Centro Esportivo Lovcen | 1 500      |
| KK Milenijum   | Podgoritza   |                         |            |
| KK Podgorica   | Podgoritza   | Arena Bemax             | 2 000      |
| KK Primorje    | Herceg Novi  | Pavilhão Igalo          | 2 000      |
| SC Derby       | Podgoritza   | Morača                  | 4 300      |
| KK Šušanj      | Šušanj       |                         |            |
| KK Sutjeska    | Nikšić       | SC Nikšić               | 3 000      |
| KK Teodo       | Tivat        | Dvorana Župa            | 1 500      |
| KK Vukovi Zeta | Golubovci    |                         |            |
| KK Mornar Bar  | Bar          | SC Topolica             | 2 625      |

## Finais
| Temporada | Campeão   | Finalista    | Placar |
| --------- | --------- | ------------ | ------ |
| 2006–07   | Budućnost | Lovćen       | 3–0    |
| 2007–08   | Budućnost | Mogren       | 3–0    |
| 2008–09   | Budućnost | ABS Primorje | 3–0    |
| 2009–10   | Budućnost | Lovćen       | 3–0    |
| 2010–11   | Budućnost | Mornar       | 3–0    |
| 2011–12   | Budućnost | Sutjeska     | 3–0    |
| 2012–13   | Budućnost | Sutjeska     | 3–0    |
| 2013–14   | Budućnost | Zeta 2011    | 3–0    |
| 2014–15   | Budućnost | Sutjeska     | 3–1    |

## Títulos por clubes
| Clube        | Títulos | Finalista | Anos Campeão                                         |
| ------------ | ------- | --------- | ---------------------------------------------------- |
| Budućnost    | 9       | 0         | 2007, 2008, 2009, 2010, 2011, 2012, 2013, 2014, 2015 |
| Sutjeska     | 0       | 3         |                                                      |
| Lovćen       | 0       | 2         |                                                      |
| Mogren       | 0       | 1         |                                                      |
| ABS Primorje | 0       | 1         |                                                      |
| Mornar Bar   | 0       | 1         |                                                      |
| Zeta 2011    | 0       | 1         |                                                      |

## Ligações Externas
- Sítio Oficial
- Página da Liga Montenegrina no Eurobasket